# 糸電話

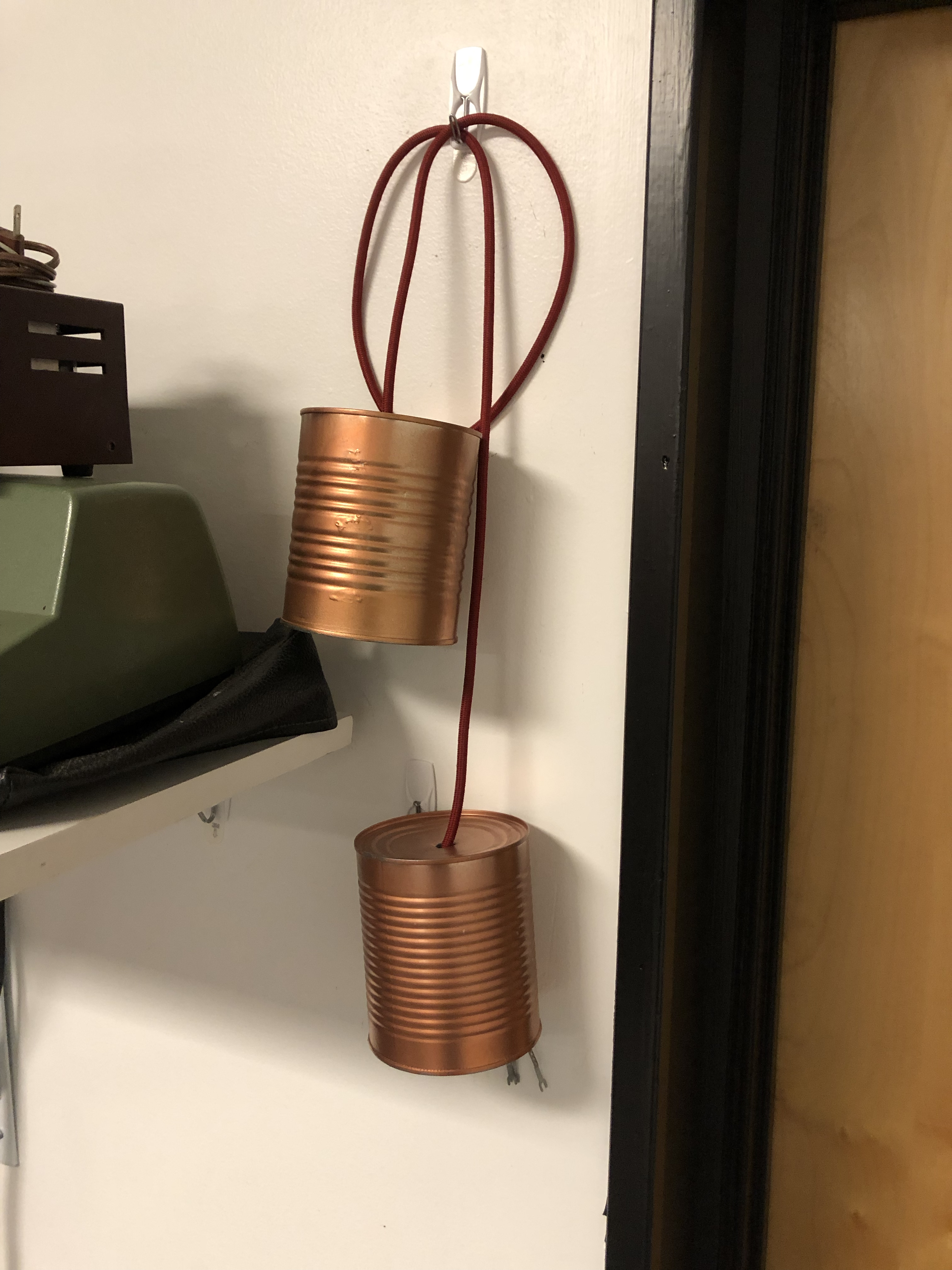
米国のマサチューセッツ州のTelephone Museum（テレフォン博物館）に展示されている品

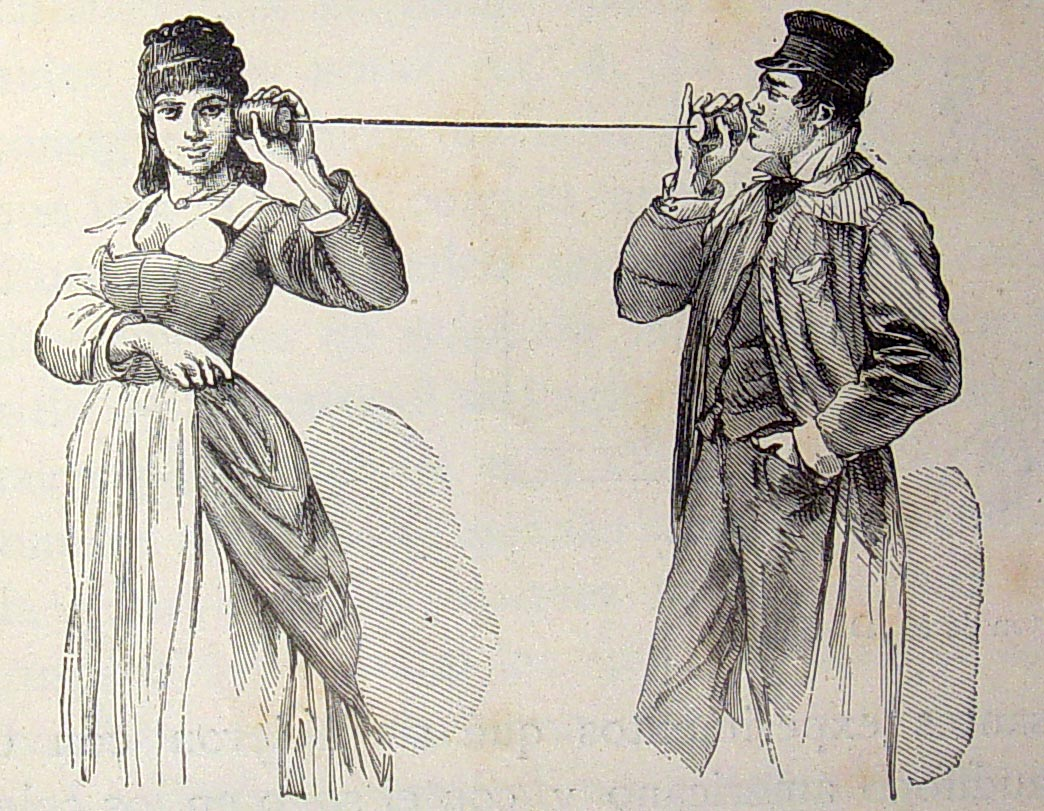
1882年刊行のEl mundo físico（『物理の世界』）掲載の挿絵。

糸電話（いとでんわ）や針金電話（はりがねでんわ）（英: tin can telephone）は、音声を糸やワイヤーなどの振動に変換して伝達し、再び音声に変換することによって音声で通信（離れた場所でのコミュニケーション）を行うための道具。

## 概要
糸がピンとはるように適度な張力をかけた上で、片方の紙コップに向かって音声を発すると、もう片方の紙コップからその音声が聞こえてくる。これは、空気の振動である音声が紙コップの底を振動させ、その振動が糸に伝わり、もう片方の端で再び紙コップの底を震わせて、最終的に空気を振動させるためである。
もともと音声通信の手段として実験・検討されていた時代があり、振動を伝える媒体もワイヤーを用いたものもあり、たとえばロバート・フックが実験していた。現在でもワイヤーが使われることがある。
19世紀後半には、この装置が比較的安価な実用品として販売されていたが、その後、19世紀なかばに実用化された電話が普及するにつれ、実用的な道具としては姿を消した一方、現代にいたるまで教材や玩具として親しまれている。
英語の「tin can telephone ティン・キャン・テレフォン」は「ブリキ缶テレフォン」という意味。現代日本では紙コップで作られることが多い。

## 歴史
音声を用いた通信はさまざま試みられていたが、糸やワイヤーを用いて遠い場所との間で非電気的に音声通信を行う初期の実験は、ロバート・フックが1664年から1685年にかけておこなった、ぴんと張った針金を通して音を伝えるというものであった。フックは1665年に出版した『顕微鏡図譜』の序文でこの実験を紹介している。こうした伝声装置は、1667年にはすでに彼による発明として紹介されている。
金属缶の間を糸や針金で結び、遠くにいる同士で話せるようにする「ブリキ缶電話」（tin can telephone）あるいは「ラバーズフォン」（lover's phone）というものも長年にわたり知られてきた。19世紀末には線を使って音響を物理的に遠方に届けるという音響通話装置（acoustic telephone）が一時的に欧米で盛んに販売された。アレクサンダー・グラハム・ベルによって電話機が発明されて以後、遠方との通話需要が増大したが、電話発明以前からあるため電話の特許に抵触しない音響通話装置は、数百メートルからせいぜい数キロメートルの間の通話というニッチな需要にこたえて電話の競争者となった。ベルの特許が切れた後は多数の電話会社が誕生して激しい競争を行い、音響通話装置は競争に敗れて姿を消した。
- 1886年の音響通話装置の広告
- 1889年にフランス語で出版された「La clef de la science, explication des phénomènes de tous les jours par Brewer et Moigno（『科学の鍵。ブルワーとモワノーによる、日常の現象についての解説』）」に掲載された金属缶テレフォンの挿絵。ラバーズ・テレフォンとも呼ばれていた。
- ドイツエアフルトのエアフルト中央郵便局（ドイツ語版）のレリーフ(1890年代)

## 教材・玩具として
19世紀でも音の正体を示すための実験器具として糸電話・針金電話は使われていた。現代でも理科の教材として使用されることがある。
日本では20世紀後半以降紙コップ、プラスチップコップと凧糸によって作られることが多い。ワイヤーを使う国・地域もある。米国では今でも缶を使って作ることが一般的である。
- 中央アフリカでの針金電話。缶とワイヤーを使ったテレフォンで遊ぶ子供。
- 米国のもの。缶とひもで作ったもの。
- 最近の日本の糸電話の一例（紙コップと糸によるもの）

## 材質と音質の関係
糸電話・針金電話の音質を決定するのは、主に紙コップの底にあたる振動板の材質と、糸の材質である。
振動板
振動板は、薄く、軽く、しなやかで振動しやすいことと共に、張力をかけた糸を支えるだけの丈夫さを持たなければならない。また、糸とコップ底の連結部分には、ガラスビーズを結んでおくと、より一層、振動が伝わる。トレーシングペーパーなどは手に入りやすいものの中では優れた特性を持つといえる。
振動を伝えるワイヤーや糸
振動を伝える物体は、軽くしなやかで振動の損失が少ないものがよく、自然繊維では絹糸が最も良いとされる。また、ナイロンなどの化繊の使用も有効である。紙コップの筒の部分は音声をまとめ拡散しにくくする役割を持ち、口に当てやすい形状が求められるが、材質自体はあまり関係しない。強いて言うならば、硬く振動の損失の少ない材質が望ましい。
振動を伝達する物体として何を採用するかで、音の聞こえ方が違ってくる。
- 針金（針金電話）- 針金を使うと、声が響いて聞こえる。
- 糸（糸電話） - 糸の材質で音質が異なる。糸に伸びる性質があると、音が減衰し、音量が小さくなる傾向がある。
- 風船（風船電話） - 細長風船を使うと、振動している様子がよくわかる。曲げられるので、自分の声を聞くこともできる。
- ばね（ばね電話）- ばねを使うと、エコーがかかったように聞こえる。原理としては楽器用エフェクターの一種、スプリング・リバーブの応用である。

なお、ゴムひもだと（対面式では）音が伝わらない。

## 縦波/横波の別と伝達経路の工夫

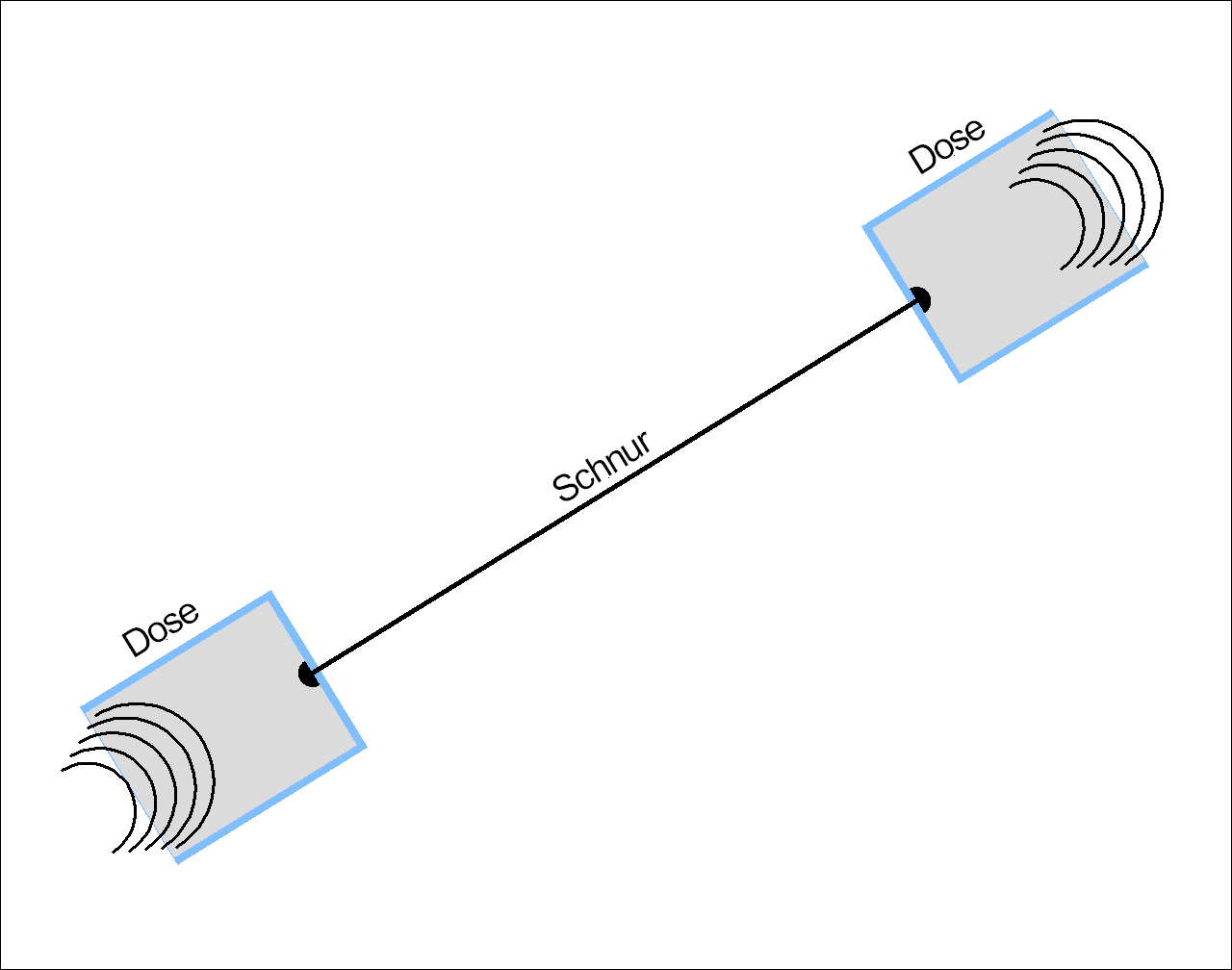
装置と装置を対面させて、間を直線的に繋いだ場合の概念図。この場合は縦波として伝わる。

対面する装置と装置を糸やワイヤーで一直線に結ぶと、経路の物体は縦波を伝えている。
送信側と受信側の間で伝わる時に生じる遅延をマイクロフォンやコンピュータを用いて測定することで経路上での伝達速度を計算したり、経路の物体の動きを顕微鏡で観察すると、縦波が伝わっているか横波が伝わっているか判断することができる。
なお、ゴムひもの場合、対面式では音が伝わらないのに、装置と装置を並べて、コップの底面に木片を挟んで（まるでギターのナット(上駒)やサドル(下駒)でギターの弦を支えるようにして）支える方式だと音が伝わり、この場合、横波と縦波が合成した波が伝わっており、ゴムひもの横波によって音が伝わっている、と推察できる。
なお装置と装置は、糸やワイヤーで直線的に結ばれていなければならないというわけではない。工夫次第で経路の途中を直角に曲げることもできる。